# Alexandria Water Company

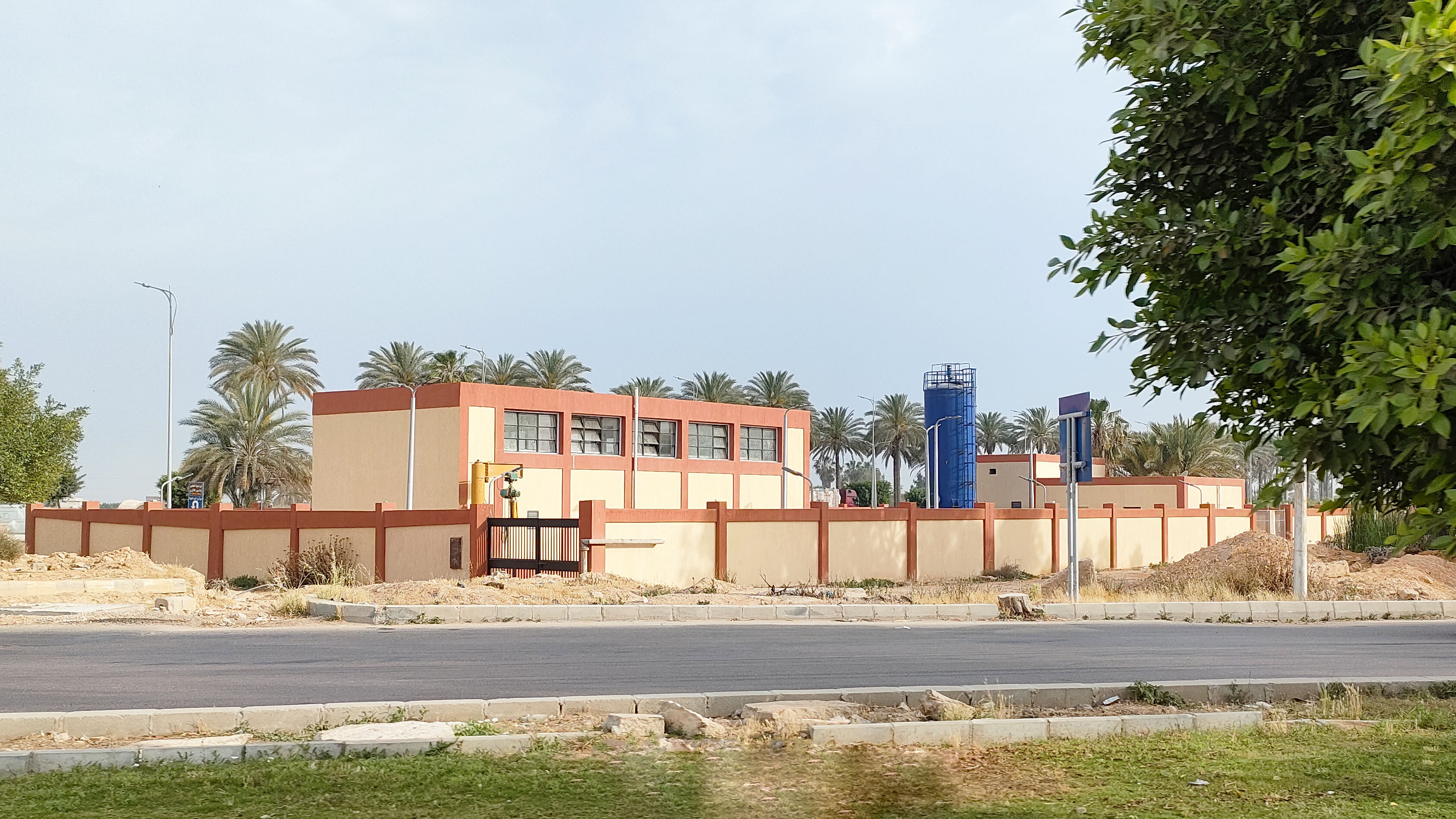
Estación de bombeo

Alexandria Water Company (AWCO) es la compañía de agua de la ciudad y la gobernación (provincia) de Alejandría, Egipto. Fue fundada en 1860 como una empresa privada y operó como tal durante más de 100 años antes de que fuera nacionalizada bajo el gobierno de Gamal Abdel Nasser. En ese momento se convirtió en la Autoridad General de Aguas de Alejandría (AWGA, por sus siglas en inglés), un departamento de la gobernación de Alejandría a cargo tanto del suministro de agua como del alcantarillado. En el 2004, a través de una reforma sectorial en todo el país, se convirtió en una empresa orientada comercialmente en virtud del derecho privado. Las funciones del tratamiento de aguas residuales y alcantarillado se transfirieron a una compañía separada, la Organización General de Alejandría para el Drenaje Sanitario (AGOSD), que luego se cambió a la Compañía de Sanidad y Drenaje de Alejandría (ASDCO). Cuando la empresa de servicios de agua se convirtió en una empresa de derecho privado, volvió a su antiguo nombre AWCO y obtuvo cierta independencia operativa. Tanto AWCO como ASDCO son parte de la compañía estatal de control de aguas y de las aguas residuales, que posee todos los servicios públicos en Egipto. AWCO atiende a 4,5 millones de habitantes, una cifra que aumenta a 6 millones durante la temporada de verano. La empresa de servicios de agua de Alejandría es uno de los proveedores de servicios de agua con mejor desarrollo en Egipto, ocupando el quinto lugar entre las 22 empresas de servicios de agua por la Autoridad Reguladora del Agua de Egipto en los años 2012/2013.

## Recursos
La ciudad de Alejandría recibe sus aguas del río Nilo a través del canal Mahmoudiyah y el «Canal de agua potable» que se ramifica desde el canal Mahoudiyah. Seis plantas de tratamiento de agua extraen su agua cruda de estos dos canales. El Canal de Noubaria lleva el agua del Nilo a los asentamientos en la parte occidental de la Gobernación. Dos plantas de tratamiento de agua más están ubicadas en el Canal Noubaria. Debido a que Alejandría está ubicada aguas abajo en del Nilo, la calidad del agua bruta se degrada, incluso por limo, malezas y escombros. La salinidad del agua también se eleva a alrededor de 600 partes por millón. El agua se somete a un tratamiento extenso para que cumpla con los estándares de calidad del agua potable egipcia. Cada planta de tratamiento de agua tiene su propio laboratorio que controla regularmente la calidad del agua tratada. Además, hay un Laboratorio Central que ha sido certificado según la norma ISO 17025:2005. Las muestras de agua se toman semanalmente de la red de distribución y mostraron un cumplimiento del 98.4% de los estándares en 2010-2011.

## Gobierno corporativo y rol de la mujer
A partir de 2005, los ocho miembros de la Junta Directiva de AWCO, incluida su presidenta, Nadia Abdou, eran mujeres, lo que la convierte en una de las pocas empresas de servicios públicos en el mundo árabe administrada por mujeres. El consejo de administración consta de cinco miembros que son miembros del personal de AWCO, incluido su presidente, y cuatro miembros externos del consejo. Dos miembros externos de la junta son nombrados por la Gobernación de Alejandría y dos por la Sociedad Controladora de Aguas y Aguas Residuales que posee AWCO y de la cual informa su Junta Directiva. AWCO es libre de usar su presupuesto operativo de la forma que desee. Sin embargo, los planes de inversión y cualquier reestructuración interna deben ser aprobados por la Sociedad Controladora. Los aumentos de las tarifas residenciales son infrecuentes. Deben ser aprobados por la empresa holding, la agencia reguladora del agua nacional EWRA, el Ministerio de Vivienda, el Gabinete de Ministros, el presidente de la República y la Asamblea Nacional. Las tarifas industriales pueden ser establecidas por la empresa.

## Evolución del rendimiento
Entre 2000 y 2004, la empresa de servicios públicos experimentó un proceso de desarrollo de capacidad que se manifestó en la mejora de una serie de indicadores de rendimiento. Por ejemplo, la utilidad introdujo incentivos para los empleados. Los inspectores de campo recibieron cinco libras egipcias —aproximadamente US $ 0,80— por cada conexión ilegal que descubrieran. Además, los lectores de contadores y los colectores recibieron un incentivo equivalente a hasta el 30% de su salario por exceder los objetivos mensuales. Se mejoró el monitoreo de la calidad del agua y se introdujo la evaluación comparativa del desempeño interno, así como una herramienta de pronóstico financiero. La empresa de servicios públicos incrementó su cumplimiento con los estándares de agua potable egipcios de 90% a 100%; la satisfacción del cliente mejoró de 60% a 82%; el agua no recaudada se redujo del 38% al 30% y la eficiencia de la recaudación de facturas aumentó del 59% al 81%. USAID, GIZ y los Países Bajos ayudaron a lograr estas mejoras. No está claro hasta qué punto estas mejoras se mantuvieron en el tiempo. Según un estudio, la eficiencia de recolección disminuyó nuevamente a 65-70% en 2008.

## Tarifas y recuperación de costos
En 2004, AWCO fue la única empresa de agua en Egipto que generó ingresos suficientes para cubrir todos los costos de operación y mantenimiento y el servicio de la deuda. La relación de ingresos a costos operativos fue de 150% en ese año. Esto se logró a pesar de que las tarifas de agua residencial en Egipto se encuentran entre las más bajas de Medio Oriente y África del Norte: en 2012, para los primeros 10 m³ por mes, la tarifa de agua residencial fue únicamente de 0.23 libras/m3 (US $ 0.04) y para el segundo bloque hasta 30 m³ fue la libra egipcia 0.31 de libra egipcia / m³ (US $ 0.05), y para el tercer bloque hasta 45 m³ fue libra egipcia 0.41/m3 (US $ 0.06). Las tarifas residenciales más bajas varían entre 3.50 y 6.80 libras por mes, según la cantidad de habitaciones del apartamento o la casa. Las tarifas medidas no residenciales varían entre 0,60 y 2,30 libras por metro cúbico. Por lo tanto, son hasta diez veces más altas que el bloque más bajo de la tarifa residencial. Las categorías arancelarias más altas se aplican a las escuelas y universidades privadas y a las grandes industrias. El consumo promedio de agua es de alrededor de 300 litros / cápita / día (45 m³ por mes para una familia de cinco). Por lo tanto, es más alto que en otros países de la región o en Europa, lo que tiene un impacto favorable en los ingresos. Las tarifas de saneamiento tienen un recargo del 35% en la factura del agua. Los ingresos por saneamiento se transfieren a Alexandria Drainage Company después de la deducción de una tarifa de servicio. ASDCO no recupera sus costos operativos.

## Tratamiento y vertido de aguas residuales

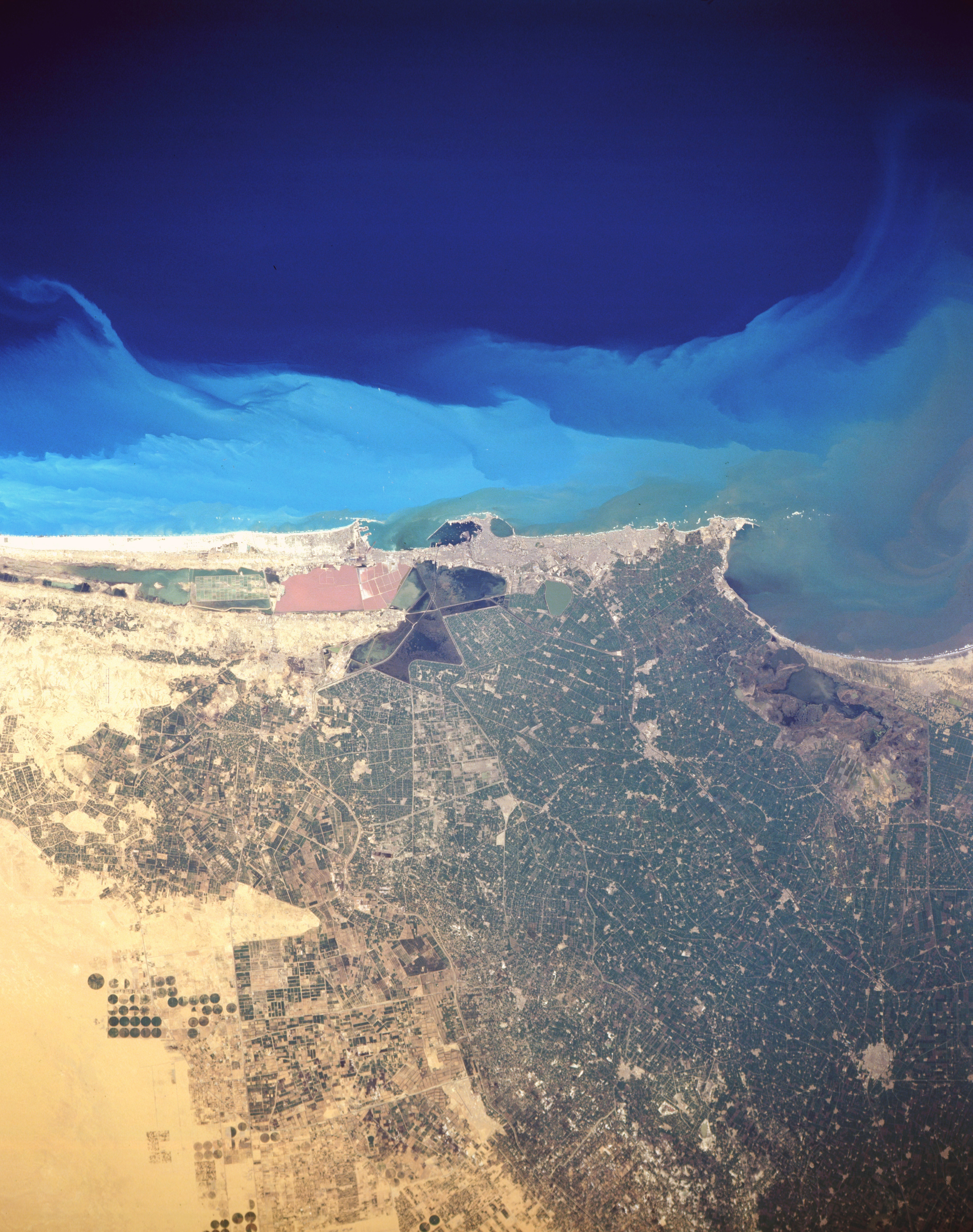
Alejandría vista desde el espacio.

Hasta la década de 1980, las aguas residuales domésticas e industriales de Alejandría se vertieron sin tratamiento en el mar Mediterráneo, donde causaron la contaminación de las playas y la degradación de la vida acuática. Por lo tanto, las autoridades locales decidieron tratar las aguas residuales y descargarlas en el Lago Mariout, una importante área de pesca y recreación. La descarga de aguas residuales domésticas e industriales, así como el drenaje agrícola rico en nutrientes, causó la degradación de la calidad del agua del lago y su biodiversidad. Diez plantas de tratamiento de aguas residuales son operadas por ASDCO. Su capacidad total es de 1,4 millones de m³ por día. Las dos plantas principales, con una capacidad combinada de aproximadamente 1 millón de m³ por día, proporcionan un tratamiento primario. Únicamente un tercio de las muestras de aguas residuales cumplían con las regulaciones en 2007.

## Retos y perspectivas

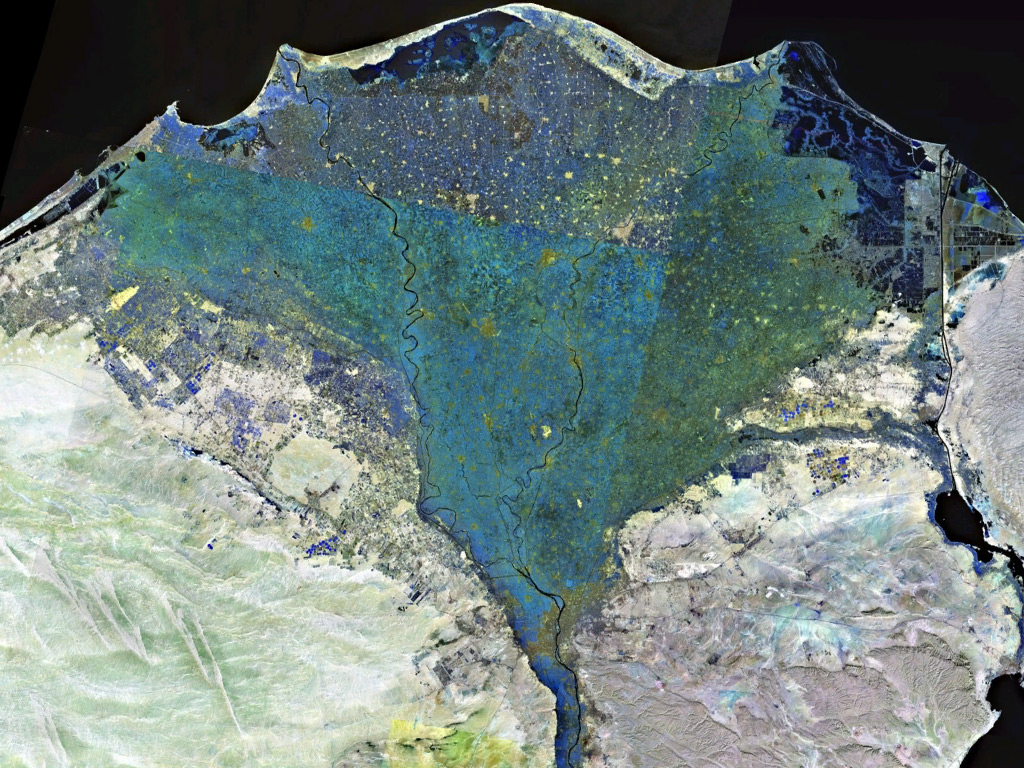
Fotografía por satélite de la NASA del Delta del Nilo (mostrada en falso color).

La ciudad de Alejandría se enfrenta a varios desafíos ambientales. Uno es el aumento esperado a largo plazo en el nivel que amenaza con inundar gradualmente la ciudad. El Grupo Intergubernamental de Expertos sobre el Cambio Climático (IPCC), espera que el nivel del mar aumente hasta 59 cm en el peor de los escenarios considerados para 2100. Un aumento de 0.5 m en el nivel del mar conduciría a pérdidas estimadas de tierra, instalaciones, y el turismo de más de US $ 32.5 mil millones en la Gobernación de Alejandría, cortando la ciudad de Alejandría del Delta. Otro desafío es una posible disminución en el flujo del Nilo, que afectará particularmente a Alejandría, ya que es la más alejada río abajo. Tal disminución podría ser causada por el calentamiento global o por el aumento del uso del agua de los países de aguas arriba. Una opción para que Alejandría responda a los últimos desafíos es embarcarse en la desalinización del agua de mar, que consume mucha energía y, por lo tanto, no únicamente es costosa, sino que también contribuiría a las emisiones de gases de efecto invernadero. Bajo un proyecto de investigación financiado por la Unión Europea llamado SWITCH, se ha desarrollado un plan para la Gestión Integrada del Agua Urbana. Ha evaluado «cómo Alejandría puede satisfacer una gran parte de su futura demanda de agua a nivel local sin depender principalmente de las aguas del Nilo». De acuerdo con el plan, la recolección de agua de lluvia, el uso de aguas pluviales, la reutilización del agua y la gestión de la demanda de agua podrían ayudar a alcanzar ese objetivo.